# Stepping Out (Fernsehsendung)
Stepping Out (Heraustreten) war eine Tanzshow des Fernsehsenders RTL. Sie ist eine lizenzierte Version der gleichnamigen britischen Show des Senders ITV, welche im Jahre 2013 lief, und ähnelt dem Format Let’s Dance. Die Ausstrahlung der ersten Staffel begann am 11. September und dauerte bis zum 16. Oktober 2015. 2,95 Millionen Zuschauer verfolgten die Premiere.
In einem am 13. Januar 2016 veröffentlichten Interview mit dem Medienmagazin dwdl.de gab der RTL-Geschäftsführer Frank Hoffmann bekannt, dass das Format im Sommer 2016 nicht ausgestrahlt wird und mindestens für ein Jahr pausiert. Auch in den darauffolgenden Jahren wurde das Format nicht fortgesetzt.

## Konzept
Im Gegensatz zur ähnlich gelagerten Show Let’s Dance treten bei Stepping Out Prominente zusammen mit ihren Lebensgefährten bzw. Ehepartnern zum Tanzwettbewerb an. Sie werden von Profitänzern trainiert, die sie sechs bis sieben Wochen lang vorbereiteten.
Viele Produktionsmitarbeiter wurden von Let’s Dance übernommen, etwa der Sprecher des Schnelldurchlaufs Patrick Linke und die Kostümdesignerin Katia Convents.
Beim Finale, welches am 16. Oktober 2015 in Köln stattfand, gingen Anna Christiana Hofbauer und Marvin Albrecht als Sieger der Tanzshow hervor.

## Die Paare, ihre Trainer und Ergebnisse
| Paar                                       | Platz | Trainer                | 1  | 2  | 3 *               | 4 **              | 5                 | 6                 | Durchschnitt (pro Tanz) |
| ------------------------------------------ | ----- | ---------------------- | -- | -- | ----------------- | ----------------- | ----------------- | ----------------- | ----------------------- |
| Anna Christiana Hofbauer & Marvin Albrecht | 1     | Oliver Seefeldt        | 38 | 53 | 37 (+6)           | 47 (+10)          | 89 56+33          | 150 37+57+56      | 47,77                   |
| Joelina Drews & Marc Aurel Zeeb            | 2     | Alla Bastert-Tkachenko | 50 | 46 | 53 (+8)           | 40 (+10)          | 98 47+51          | 176 8+59+59       | 53,44                   |
| Bruno Rauh & Anja Rauh                     | 3     | Timo Kulczak           | 35 | 27 | 19 (+1)           | 23                | 33 20+13          | 108 36+40+32      | 27,33                   |
| Mimi Fiedler & Bernhard Bettermann         | 4     | Evgenij Voznyuk        | 39 | 23 | 40 (+10)          | 26 1              | 61                |                   | 33,17                   |
| Felix von Jascheroff & Lisa Steiner        | 5     | Maria Arces            | 11 | 33 | 17 (+4)           | 19                |                   |                   | 21,00                   |
| Natascha Ochsenknecht & Umut Kekilli       | 6     | Nina Uszkureit         | 25 |    | 21 (+2)           |                   |                   |                   | 24,00                   |
| Mario Basler & Doris Büld                  | 7     | Marta Arndt            | 17 | 19 | Verletzung Basler | Verletzung Basler | Verletzung Basler | Verletzung Basler | 18,00                   |
| Björn Freitag & Anna Freitag               | 8     | Oliver Thalheim        | 15 | 15 |                   |                   |                   |                   | 15,00                   |

Am 23. September 2015 musste Mario Basler wegen Rückenproblemen die Show verlassen. Auf Einladung von RTL kehrte daraufhin das erstausgeschiedene Paar Natascha Ochsenknecht und Umut Kekilli in den Wettbewerb zurück. Es schied jedoch in der Sendung am 25. September 2015 wiederum aus.
Einige Tage nach ihrem Ausscheiden gaben Felix von Jascheroff und Lisa Steiner ihre endgültige Trennung bekannt.

## Die Jury
- Jorge González
- Motsi Mabuse
- Joachim Llambi